# Tora Garm-Fex

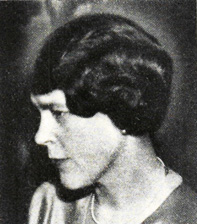
Tora Garm-Fex.

Tora Maria Rosina Garm-Fex, folkbokförd Fex, född Strömberg 21 november 1890 i Vänersborg, död 3 november 1973 i Lunds domkyrkoförsamling, Malmöhus län, var en svensk journalist. Hon var gift med Filip Fex samt mor till Hans, Jörgen och Sören Fex.
Garm-Fex var dotter till Emma Carolina Strömberg i en förbindelse med komminister Nils Olof Jonzon. Hon studerade vid Vänersborgs högre läroverk för kvinnlig ungdom och fick därigenom normalskolekompetens. Hon var lärarinna vid en högre samskola 1912–1914, medarbetare i Dagens Nyheter 1914–1918, i Vecko-Journalen 1918–1919 och i Stockholms Dagblad 1919–1924. Hon företog korrespondensresor för nämnda tidningar bland annat till Ryssland och Finland 1918, till Tyskland under novemberrevolutionen 1918 och till Estland och Ryssland under estniska frihetskriget 1919. Hon tilldelades Lars Hiertas journaliststipendium för studieresa till Island 1922. Hon var medlem av Publicistklubben från 1916 och ingick även i gruppen Ligan, ett nätverk av kvinnliga journalister i Stockholm där även Elin Wägner, Elin Brandell, Ellen Rydelius och Gerda Marcus ingick.
Hon utgav I Bolsjevismens Petrograd (Aktiebolaget Ljus' Förlag, Stockholm 1918), en samling reportage ursprungligen publicerade i Dagens Nyheter, om det revolutionära Petrograd under senvintern 1918. Boken finnes sedermera som digital nedladdning från Sveriges Mediehistoriska Förening. 
Efter att 1921 ha ingått äktenskap med läkaren Filip Fex lämnade Garm-Fex yrkeslivet 1924 och var därefter bosatt i Söderhamn, där maken tjänstgjorde som stadsläkare. Efter makens pensionering flyttade paret till Lund.
År 1965 spelade hon in sina minnen till ett radioprogram, "När jag intervjuade Lenin 1917 - Tora Garm-Fex berättar", som sändes i Sveriges Radio och fortfarande finns tillgängligt på SR Minnen .